# Общественный совет
Общественный совет — коллектив с участием представителей общественности, имеющий внутреннюю формализованную структуру, за которым государственные органы закрепляют определенные полномочия и с которым консультируются по вопросам принятия и исполнения государственных решений. Общественные советы являются одним из большинства механизмов общественного участия. Главным отличием общественных советов является большая вовлеченность граждан в работу руководящих органов, это могут быть органы местной, законодательной или исполнительной власти.
Общественные советы могут быть созданы в различных целях:
- Консультации с экспертами по специальным вопросам;
- Помощь в разработке законодательства, государственного бюджета;
- Мониторинг за выполнением решений властей;
- Осуществление некоторых государственных функций, которые были делегированы государственным органом.

## Необходимые условия для деятельности общественных советов
1. Заинтересованность государства учитывать общественное мнение. Эта заинтересованность может выражаться в консультациях с общественностью по широкому кругу вопросов, предоставлении гражданам всей информации и образовательной деятельности, необходимой для того, чтобы помочь гражданам разобраться в вопросах государственной политики и дать компетентные рекомендации, а также получить мнение разных слоев населения. Основным показателем заинтересованности государства является использование в своей работе тех рекомендаций, которые они получили от общественных советов.
2. Функция по лоббированию общественными советами. Общественные советы, которые участвуют в разработке законодательных актов, плана деятельности государственного органа или бюджета, часто могут лоббировать интересы различных общественных групп. Это делается для того, чтобы помочь заинтересованным группам влиять на государственные органы по вопросам, которые их интересуют.
3. Роль законодательств в обеспечении деятельности общественных советов. Вопросы общественного участия в деятельности государственных органов могут использоваться на различных уровнях: в конституции, административных законах или кодексах, а также в специальном законодательстве об общественном участии.

## Состав и структура общественных советов
По данным исследования Фонда свободы информации, число участников общественных советов в России составляет от 7 (Росфиннадзор) до 615 (Росприроднадзор), при этом средний портрет члена совета — мужчина 55-60 лет, занимающий руководящую должность и имеющий ученую степень.

## Организация работы общественных советов
Организация работы общественного совета регулируется, как правило, Положением об общественном совете, регламентирующим цели и задачи совета, полномочия совета, порядок формирования совета, права и обязанности членов совета.
Для автоматизации работы общественных советов может использоваться программное обеспечение для совместной работы, в частности Центром общественного взаимодействия разработана Система автоматизации работы общественных советов, распространяемая для указанных целей бесплатно.